# نارنجی
نارنِجی، رنگی است بین قرمز و زرد. رنگ نارنجی در یک طیف قابل رؤیت در طول موج حدود ۵۸۵–۶۲۰ نانومتر خودنمایی می‌کند.
نارنجی یک فام ناب بر روی چرخ رنگ‌ها بشمار می‌آید.
نارنجی با انرژی، گرما، احساسات تند و آتشین، سرحالی، سلامتی و جذابیت مرتبط است. رنگ نارنجی یکی از موارد مهم در طراحی و گرافیک و بازاریابی است.
رنگ نارنجی، احساس هیجان، گرما و شور را به ذهن می‌آورد. نام این رنگ از میوهٔ پرتقال گرفته شده است. در طبیعت رنگ نارنجی را می‌توان در غروب خورشید، آتش، بعضی از سبزیجات، گل‌ها و ماهی‌ها و خانوادهٔ مرکبات دید.
نارنجی رنگ جشن هالووین و مخروط‌های ایمنی کنترل ترافیک می‌باشد. این رنگ در حالت منفی می‌تواند با احساس کله‌شقی و بی‌خردی هم مرتبط باشد و احساس عدم اطمینان را منتقل کند.
استفاده از این رنگ در دههٔ ۷۰ میلادی بسیار رونق داشت تا اینکه در سال ۱۹۹۱ میلادی، مقاله ای در مجلهٔ فوربز منتشر شد با این عنوان که تأثیرات رنگ نارنجی بر انتخاب و خرید مشتریان چیست؟ و به‌طور کلی به این موضوع اشاره داشت که انتخاب این رنگ و خرید محصولات و البسه با رنگ نارنجی شاید مقرون به صرفه باشد اما با اصول مد متغایر است. پس از انتشار این مقاله، استفاده از نارنجی در بین مردم کمرنگ تر شد.
طیف رنگ نارنجی از نارنجی تیره (نارنجی مایل به قرمز یا قهوه ای؛ تقریباً رنگ سفال) شروع شده و در ادامه قرمز_نارنجی (رنگ خرمالو)، رنگ نارنجی خالص (مثل رنگ انبه)، صورتی_نارنجی (مثل رنگ ماهی سالمون) است و در خاتمه با رنگ نارنجی روشن (مثل رنگ طالبی) می‌رسد.
طیف تیرهٔ رنگ نارنجی احساس راحتی را القا می‌کند. یادآور زمین است و ادویه. طیف روشن آن آرامش بخش است و تداعی کنندهٔ سلامتی و حال خوش می‌باشد.
در تاریخ ایران از این رنگ برای لباس اقا محمد خان در زمان قاجار به کار رفته است

## نگارخانه

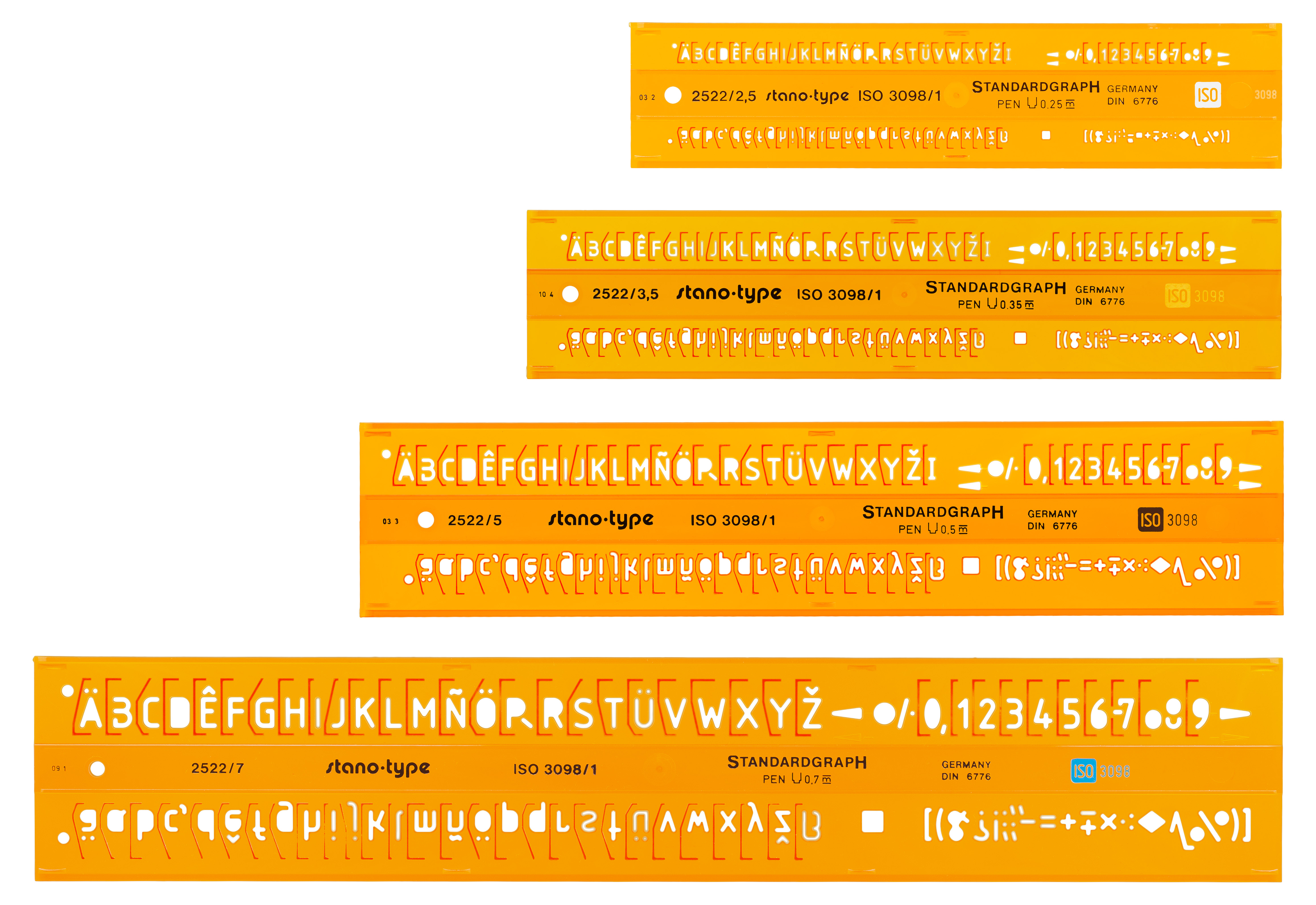
شابلون به رنگ نارنجی
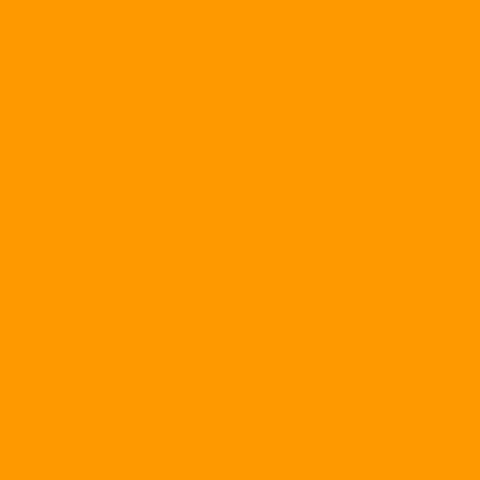
نارنجی کامل